# 黑坂站
黑坂站（日语：／ Kurosaka eki */?）是位於鳥取縣日野郡日野町黑坂，屬於西日本旅客鐵道（JR西日本）的伯備線車站。

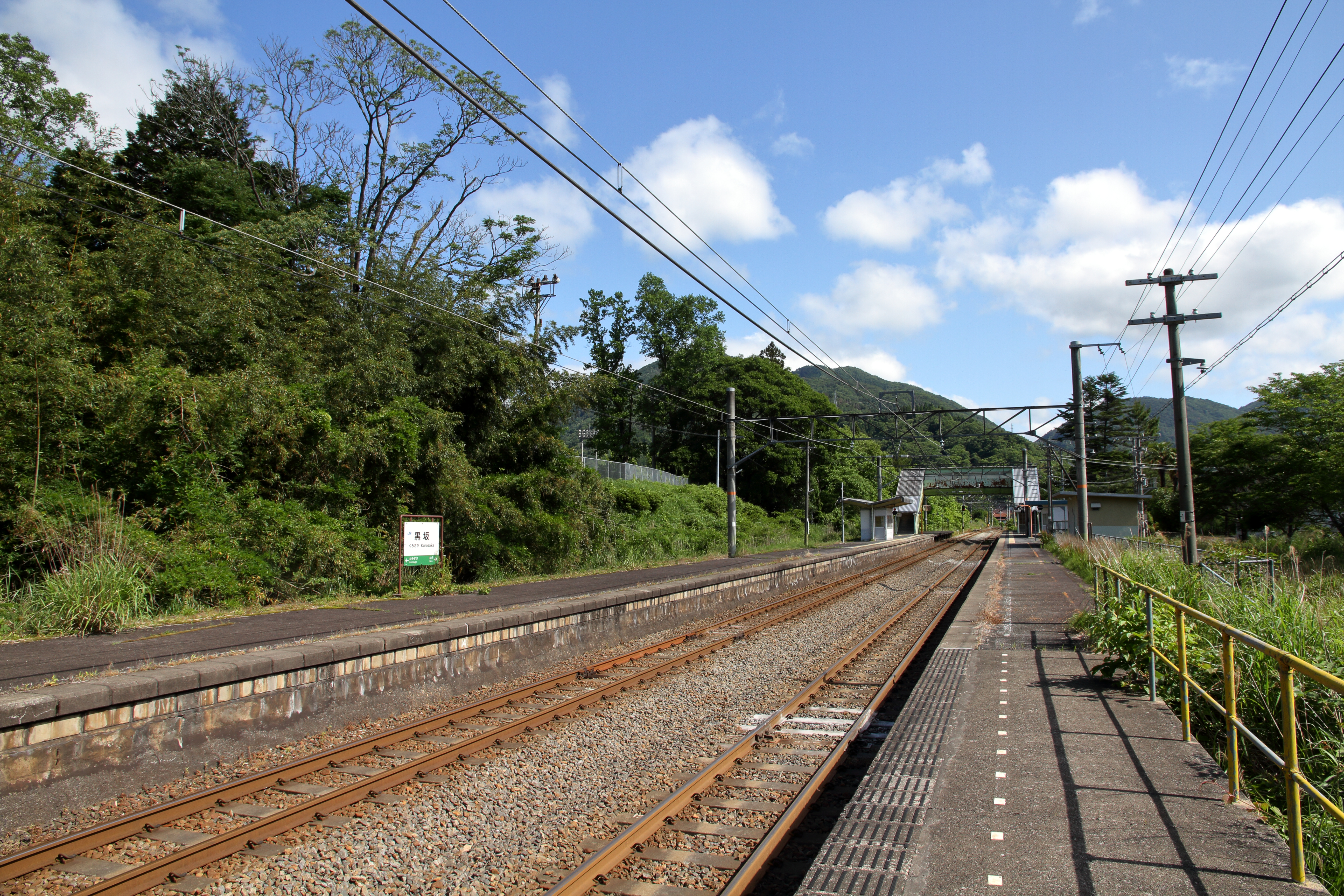
月台（2024年6月）

## 歷史
- 1922年（大正11年）11月10日 - 伯備北線根雨駅至此站開業，此終點站啟用。
  - 當時車站地址為鳥取縣日野郡黑坂村黑坂字上堀。
- 1923年（大正12年）11月28日 - 伯備北線伸延至生山站，成為中途站。
- 1928年（昭和3年）10月25日 - 伯備北線成為伯備線一部分。
- 1936年（昭和11年）1月1日 - 黑坂村實施町制，成為黑坂町，車站地址為鳥取縣日野郡黑坂町黑坂字上堀。
- 1959年（昭和34年）5月1日 - 隨著日野町成立，車站地址為現時位置。
- 1987年（昭和62年）4月1日 - 伴隨國鐵分割民營化，車站由西日本旅客鐵道（JR西日本）營運。
- 2006年（平成18年）4月1日 - 成為無人車站。

## 車站構造
本站是地面車站，設有2面2線的相對式月台，可進行列車交會。此站在過去的配置為2面3線的單式與島式月台，現時島式月台最遠的月台已經徹走。路軌不是一線通過結構，車站兩端設有Y字高速轉轍器（限速100km/h）。站房位於原本為單式月台的旁邊（上行月台旁邊），兩月台之間透過跨線橋連接。
此站是由米子站管理的無人車站，在2006年4月前為簡易委託車站，隨後因附近的高校遷移，使此站變為無人車站。站內沒有自動售票機與乘車站證明票發票機。,但設有廁所（為男女濕廁）。此站無法使用ICOCA等交通系IC卡。

### 月台
| 月台 | 路線   | 上下行 | 方向           |
| ---- | ------ | ------ | -------------- |
| 1    | 伯備線 | 上行   | 新見、岡山方向 |
| 2    | 伯備線 | 下行   | 米子方向       |

※截至2017年3月，站內開始設置月台編號，在車站大樓側（上行）為1號月台。在列車運輸指令上也是使用相同編號。

## 使用狀況
以下為近年1日平均上下車人次列表：
| 乘車人次變化 | 乘車人次變化      |
| 年度         | 1日平均上下車人次 |
| ------------ | ----------------- |
| 2011年       | 58                |
| 2012年       | 57                |
| 2013年       | 57                |
| 2014年       | 50                |
| 2015年       | 52                |

## 車站周邊
- 日野町立黑坂小學
- 鳥取県立日野高等学校鳥取縣立日野高等學校（日语：鳥取県立日野高等学校鳥取縣立日野高等學校）黑坂設施
- 黑坂警署（日语：黒坂警察署）
- 黑坂郵局
- 瀧山公園（龍王瀑布）
- 黑坂城（日语：鏡山城 (伯耆国)）址、不動嶽城（日语：不動ガ嶽城）址
- 國道181號（日语：国道181号）（國道183號（日语：国道183号）重疊區間）

## 巴士路線
在站前設有黑坂站前巴士站。
- 日野町營巴士（日语：日野町営バス (鳥取県)）
  - 下菅、日野醫院、根雨站前
  - 上菅站前、生山站前

## 其他
- 在2004年（平成16年）6月15日，關口知宏的「列島縱斷 鐵道12000公里之旅 ～持最長單程車票旅行42日～（日语：列島縦断 鉄道12000キロの旅 〜最長片道切符でゆく42日〜）」在此站乘車超越10,000公里。

## 相鄰車站
西日本旅客鐵道
 伯備線
上菅－黑坂－根雨

## 注腳
1. ↑  . JR出門網. 西日本旅客鐵道.   [2019年9月15日]. （原始内容存档于2019年9月15日）.
2. ↑  国土数値情報(駅別乗降客数データ)  （页面存档备份，存于） - 國土交通省，2019年7月4日參閲

## 外部連結
- 黑坂｜車站資訊：JR出門網 - 西日本旅客鐵道